# Sub tuum praesidium
Sub Tuum Praesidium (svenska: Under ditt beskydd) är den äldsta bevarade kristna bönen till jungfru Maria (Theotokos). 
Den äldsta källan till bönen är på grekiska, och tecknades ner i den koptiska kyrkan i Alexandria omkring år 250. Bönen brukas inom den Orientaliska ortodoxa, Östliga ortodoxa, Romersk-katolska kyrkan, med flera samfund, såväl liturgiskt som för enskilda andakter. Det finns tre varianter av bönen, den grekiska, den kyrkslaviska, och den latinska, vilka sinsemellan uppvisar några smärre olikheter.
Bönen har blivit tonsatt av ett flertal kompositörer, däribland av Dmitrij Bortnjanskij, Antonio Salieri, Wolfgang Amadeus Mozart och Jacob Obrecht.

## Grekisk text
Ὑπὸ τὴν σὴν εὐσπλαγχνίαν,
καταφεύγομεν, Θεοτόκε.
Τὰς ἡμῶν ἱκεσίας,
μὴ παρίδῃς ἐν περιστάσει,
ἀλλ᾽ ἐκ κινδύνων λύτρωσαι ἡμᾶς,
μόνη Ἁγνή, μόνη εὐλογημένη.

## Kyrkslavisk text
Подъ твою милость,
прибѣгаемъ богородице дѣво,
молитвъ нашихъ не презри в скорбѣхъ.
но ѿ бѣдъ избави насъ,
едина чистаѧ и благословеннаѧ.
Denna används översatt till ryska av den Rysk-ortodoxa kyrkan:
Подъ твое благоѹсробїе
прибѣгаемъ Богородице,
моленїѧ наша не презри во ωбстоѧнїй,
но ѿ бѣдъ исбави ны,
едина Чистаѧ, и Благословеннаѧ

## Latinsk text
Sub tuum praesidium
confugimus,
Sancta Dei Genetrix.
Nostras deprecationes ne despicias
in necessitatibus,
sed a periculis cunctis libera nos semper,
Virgo gloriosa et benedicta.
Amen
Denna används av katolska samfund. Översatt till svenska lyder den:
Under ditt beskydd
tar vi vår tillflykt,
Guds Moder.
Vänd dig inte ifrån våra böner
i vår nöd
utan rädda oss ur faror,
du enda rena, du enda välsignade.
Amen